# Harpotettix cutucu
Harpotettix cutucu är en insektsart som beskrevs av Christiane Amédégnato och Poulain 1987. Harpotettix cutucu ingår i släktet Harpotettix och familjen gräshoppor. Inga underarter finns listade i Catalogue of Life.